# Dvbbs
DVBBS (uttalas "Dubs") är en kanadensisk elektronisk musik duo bildad 2012, som består av bröderna Chris Chronicles (född Christopher van den Hoef, 1 januari 1990) och Alex Andre (född Alex van den Hoef, 17 oktober 1991). De är mest kända för den internationella hiten "Tsunami", gjord tillsammans med den amerikanska producenten Borgeous. Den vokala remixen av "Tsunami", kallad "Tsunami (Jump)", med Tinie Tempah, nådde nummer 1 på den brittiska listan.
Bröderna Andre är födda i Orangeville, Ontario. De är för närvarande bosatta i Los Angeles, Kalifornien, och har kontrakt med Josh Hermans STRVCTVRE Artist Management.
"Tsunami" spelades över hela världen på iTunes, och nådde nummer ett i Nederländerna, men tog även listplacering i Belgien, Österrike, Danmark, Sverige, Kanada och Tyskland. Det nådde också nummer ett på Beatport.

## Diskografi
- 2013 We Know (Med Swanky Tunes)
- 2013 Tsunami

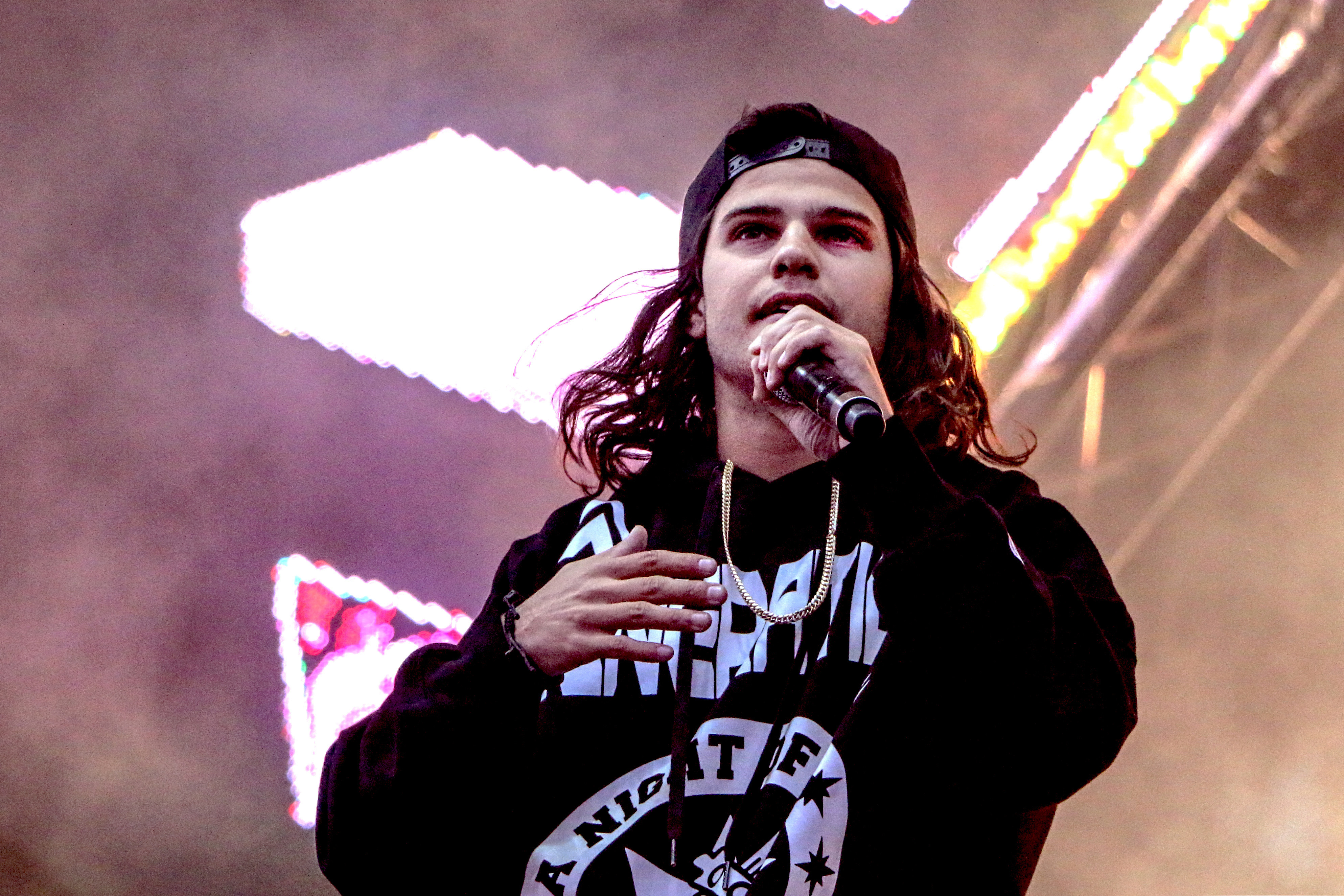
DVBBS @ VELD 2016

- 2013 Stampede (Med Dimitri Vegas & Like Mike)
- 2014 Raveology
- 2014 Tsunami (Jump) (Med Tinie Tempah)
- 2014 Immortal
- 2014 This is Dirty
- 2014 Goldskies (Med Sander Van Doorn & Martin Garrix)
- 2014 We Were Young
- 2014 Deja Vu (Med Joey Dale & Delora)
- 2014 Pyramids (Med Dropgun & Sanjin)
- 2015 White Clouds
- 2015 Never Leave
- 2015 Voodoo (Med Jay Hardway)
- 2015 Telephone (Med Mike Hawkins)
- 2015 Raveheart
- 2015 Always
- 2016 Not Going Home (Med CMC$ & Gia Koka)